# 一芝軒企業
一芝軒企業有限公司 (I Chih Shivan Enterprise Co.,Ltd.) は、台湾のエアソフトガン本体およびアクセサリパーツのメーカー。略称ICS。

## 製品の特徴
ICSの製品群は、電動ガン及びそのカスタムパーツが中心となっている。
電動ガンは、メカニズムに関しては東京マルイ製のものにかなり酷似したものが搭載され、外装はレシーバーを含む多くのパーツにメタルパーツを多用することで非常にリアルなものとしている（日本国内のエアソフトガンメーカーは、銃刀法の絡みもありレシーバーには基本的には金属パーツを用いていない）。現在、AK74系、M16系、MP5系の3つの製品群が存在する。
　M16系には分割式メカボックスが採用されており、メンテナンス性に優れている他、実銃と同じ方式でシリンダーを取り出せる等リアルさを追求することで他社との差別化を図っている。
カスタムパーツは、東京マルイ製の電動ガンに対応した各種カスタムパーツを製作しているが、その多くがやはり金属製である。
最近では、周辺アイテムである、ガンケースやホルスター、ベストなど縫製品の製作も行なっている。